# 皮亞考山鱂
皮亞考山鱂為輻鰭魚綱鯉齒目鯉齒亞目鯉齒鱂科的其中一種，分布於南美洲智利的淡水流域，體長可達6.6公分，棲息在中底層水域，生活習性不明。

## 擴展閱讀
維基物種上的相關：皮亞考山鱂